# Hruševo
Hruševo – wieś w Słowenii, w gminie Dobrova-Polhov Gradec. W 2018 roku liczyła 509 mieszkańców.